# Kajoran (Klaten Selatan)
Kajoran is een bestuurslaag in het regentschap Klaten van de provincie Midden-Java, Indonesië. Kajoran telt 2733 inwoners (volkstelling 2010).